# Leandro Fernandes
Leandro Fernandes da Cunha (Nimega, 25 dicembre 1999) è un calciatore olandese, centrocampista svincolato.

## Caratteristiche tecniche
È un centrocampista offensivo che predilige giocare dietro le punte. Grazie al suo baricentro basso è abile nel saltare l'uomo ed è dotato di buona intelligenza tattica.

## Carriera

### Club

#### PSV
Nato a Nimega, dopo una breve parentesi nel settore giovanile della formazione locale, passa al PSV. Durante l'esperienza a Eindhoven viene utilizzato principalmente nel settore giovanile, riuscendo a ottenere soltanto una presenza tra i professionisti, il 14 ottobre 2016, disputando con il Jong PSV l'incontro di Eerste Divisie perso 1-0 contro l'Almere City.

#### Juventus e prestito al Fortuna Sittard
Notato da alcuni dirigenti italiani, il 31 gennaio 2018 viene acquistato a titolo definitivo dalla Juventus. Dopo un primo semestre nel quale gioca con la formazione primavera dei bianconeri, nell'agosto 2018 a seguito della fondazione della neonata Juventus U23, viene aggregato a essa. Esordisce il successivo 16 settembre nella sconfitta contro l'Alessandria. Conclude la stagione con cinque presenze, contribuendo da comprimario al dodicesimo posto finale in campionato.
Dopo appena un anno, il 2 settembre 2019 torna nei Paesi Bassi al Fortuna Sittard, con la formula del prestito. Ha esordito in Eredivisie il 21 dicembre seguente giocando il match pareggiato 0-0 contro il Willem II. Al termine della stagione torna a Torino.

#### Pescara
Il 28 settembre 2020 viene ufficializzata la sua cessione a titolo definitivo al Pescara in Serie B. Il 12 aprile 2021, dopo 11 presenze in campionato e 2 in Coppa Italia, risolve consensualmente il contratto con la società abruzzese, rimanendo svincolato.

#### PEC Zwolle
Il 15 settembre 2021 viene ufficializzato al PEC Zwolle. Il 22 settembre fa il suo esordio subentrando a Daishawn Redan nella partita contro lo Sparta Rotterdam. Il 31 gennaio 2022 risolve il contratto con la società olandese.

#### FK Jerv
L'8 febbraio 2022 firma con il Jerv, un contratto di 3 anni.

### Nazionale
Ha giocato nelle nazionali giovanili olandesi Under-15, Under-16, Under-17 ed Under-18.

## Statistiche

### Presenze e reti nei club
Statistiche aggiornate al 15 ottobre 2024.
| Stagione        | Squadra         | Campionato      | Campionato | Campionato | Coppe nazionali | Coppe nazionali | Coppe nazionali | Coppe continentali | Coppe continentali | Coppe continentali | Altre coppe | Altre coppe | Altre coppe | Totale | Totale | Totale |
| Stagione        | Squadra         | Comp            | Pres       | Reti       | Comp            | Pres            | Reti            | Comp               | Pres               | Reti               | Comp        | Pres        | Reti        | Pres   | Reti   |        |
| --------------- | --------------- | --------------- | ---------- | ---------- | --------------- | --------------- | --------------- | ------------------ | ------------------ | ------------------ | ----------- | ----------- | ----------- | ------ | ------ | ------ |
| 2016-2017       | Jong PSV        | 1D              | 1          | 0          | -               | -               | -               | -                  | -                  | -                  | -           | -           | -           | 1      | 0      |        |
| 2018-2019       | Juventus U23    | C               | 5          | 0          | CI-C            | 1               | 0               | -                  | -                  | -                  | -           | -           | -           | 6      | 0      |        |
| 2019-2020       | Fortuna Sittard | ED              | 5          | 0          | CO              | 0               | 0               | -                  | -                  | -                  | -           | -           | -           | 5      | 0      |        |
| 2020-apr. 2021  | Pescara         | B               | 11         | 0          | CI              | 2               | 0               | -                  | -                  | -                  | -           | -           | -           | 13     | 0      |        |
| 2021-gen. 2022  | PEC Zwolle      | E               | 3          | 0          | CO              | 1               | 1               | -                  | -                  | -                  | -           | -           | -           | 4      | 1      |        |
| 2022            | Jerv            | E               | 15         | 0          | N               | 1               | 0               | -                  | -                  | -                  | -           | -           | -           | 16     | 0      |        |
| 2023            | Jerv            | 1D              | 17         | 0          | N               | -               | -               | -                  | -                  | -                  | -           | -           | -           | 17     | 0      |        |
| Totale Jerv     | Totale Jerv     | Totale Jerv     | 32         | 0          |                 | 1               | 0               |                    | -                  | -                  |             | -           | -           | 33     | 0      |        |
| 2024            | Žalgiris        | A               | 9          | 1          | CL              | 1               | 0               | -                  | -                  | -                  | -           | -           | -           | 10     | 1      |        |
| Totale carriera | Totale carriera | Totale carriera | 66         | 1          |                 | 6               | 1               |                    | -                  | -                  |             | -           | -           | 72     | 1      |        |